# 下相之內臨時乘降場
下相之內臨時乘降場（日语：／ Shimo-Ainonai karijōkō-ba */?）是位於北海道北見市西相內，日本國有鐵道（國鐵）的石北本線臨時乘降場（廢站）。

## 歷史
- 1950年（昭和25年）11月1日：臨時乘降場啟用[1]。
- 1967年（昭和42年）10月1日：臨時乘降場廢除[1]。

## 車站構造
截至車站廢除前，車站是一座地面車站，設有1面1線的單式月台。此站是無人車站。

## 車站周邊
- 國道39號（北見國道）
- 北見市西29號線

※距離臨時乘降場500米處的國道上設有巴士站，西邊的巴士站是「西30號線」，東邊則是「西28號線」。兩座巴士站都設有北海道北見巴士停靠（溫根湯·留邊蘂線）。

## 相鄰車站
以下內容截至廢站一刻。
日本國有鐵道
石北本線
留邊蘂－下相之內臨時乘降場－相之內

## 注腳
1. 1 2 3 4  石野哲（編）. . JTB. 1998: 920. ISBN 978-4-533-02980-6 （日语）.

## 外部連結
- HO593YZ-P30-24 1959年拍攝的航空相片，圖中可確認臨時乘降場位置（日語）